# Eupatorium rotundifolium
Eupatorium rotundifolium es una planta herbácea de la familia Asteraceae natural de Norteamérica, desde Maine a Texas, y hacia el interior a Misuri y Ohio.

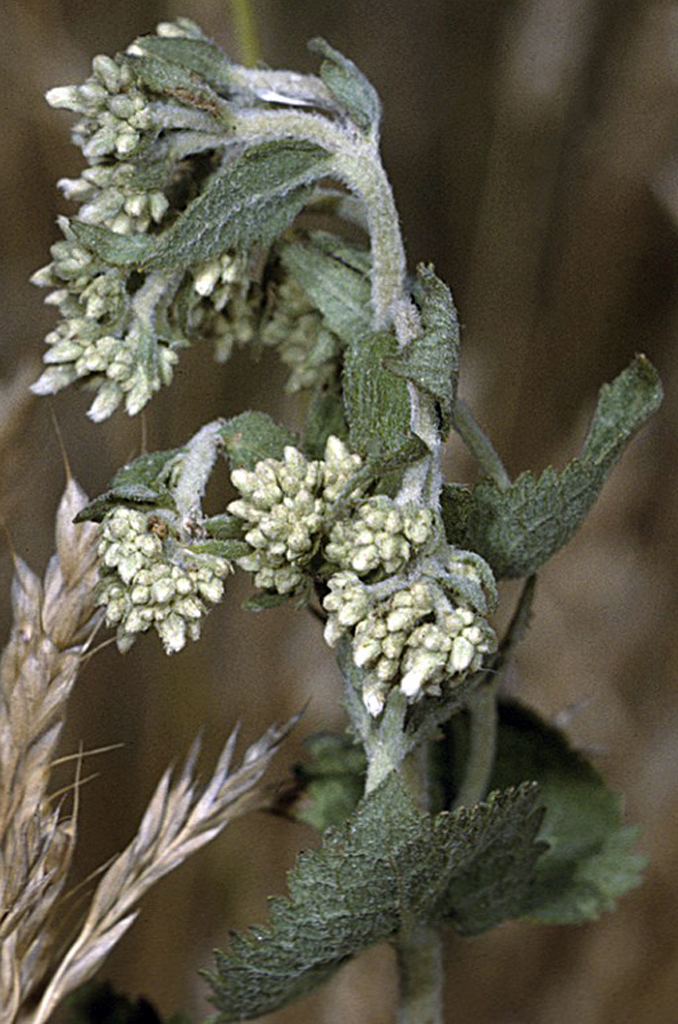
Inflorescencia

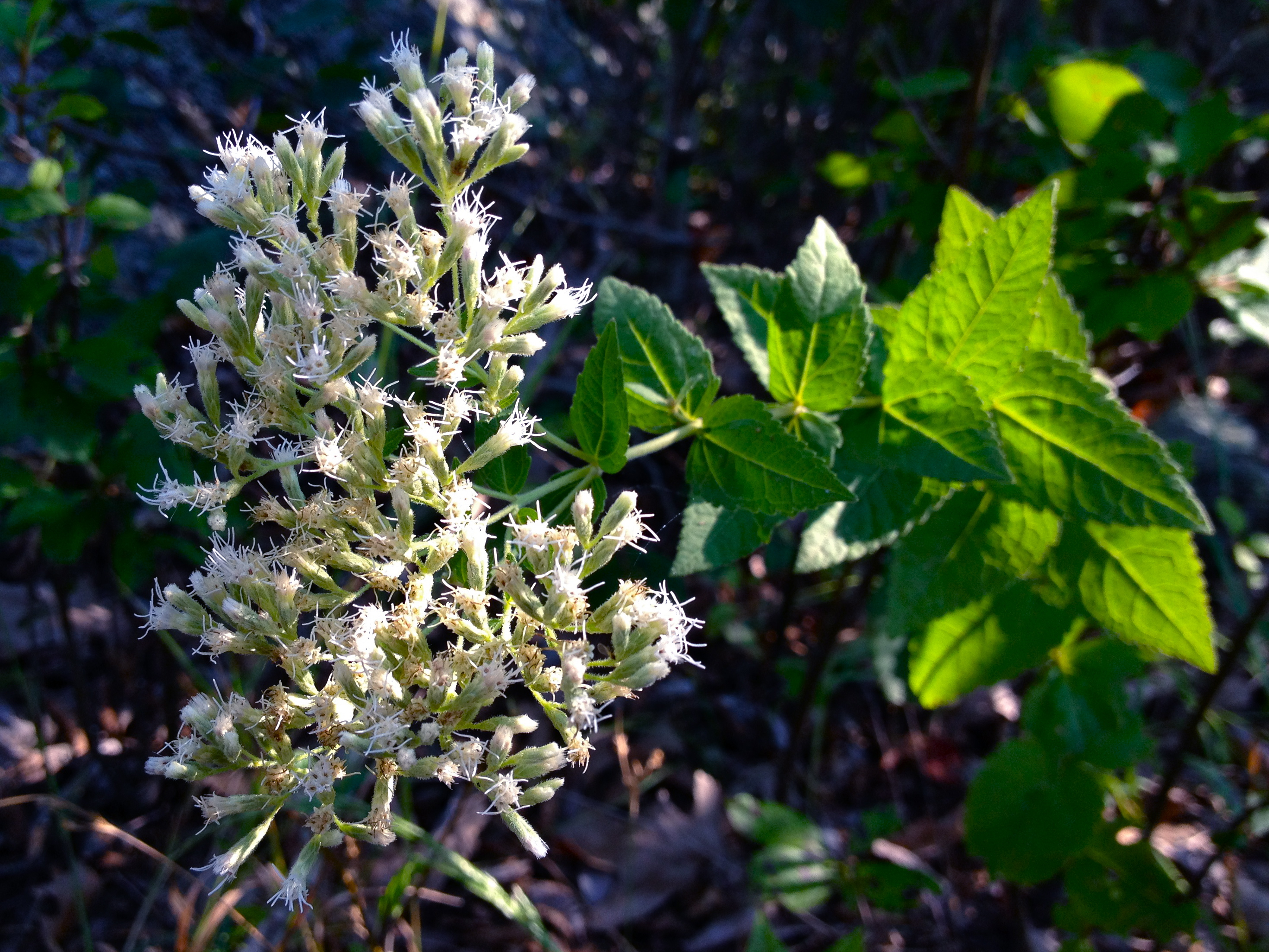
Vista de la planta

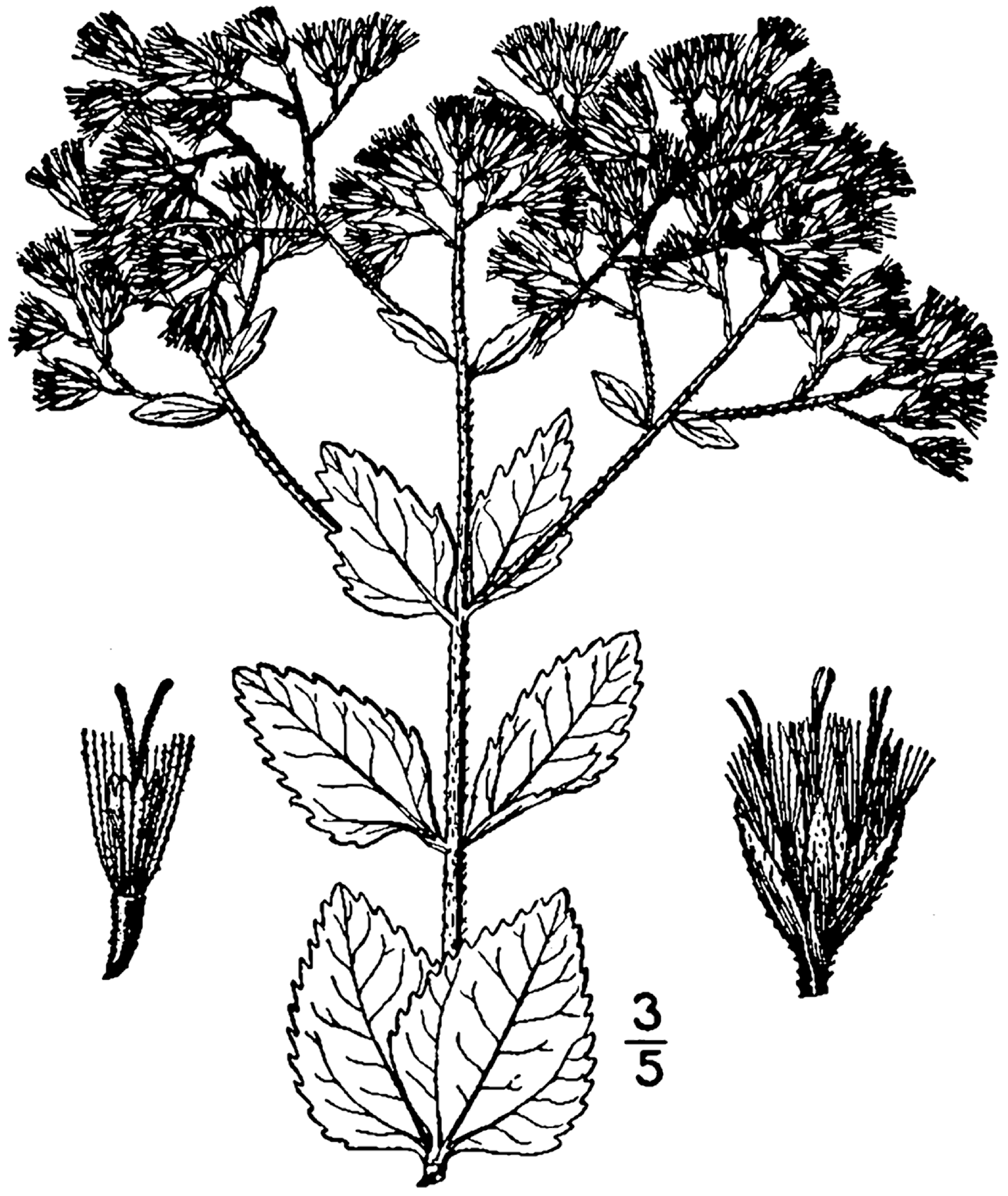
Ilustración

## Descripción
Los tallos alcanzan un tamaño de hasta 100 cm de altura y son producidos a partir de cortos rizomas. Las inflorescencias se componen de un gran número de pequeñas cabezas de flores blancas, cada una con 5 floretes del disco, pero sin flores liguladas. Las plantas pueden ser muy variables debido a la hibridación.

## Híbridos y especies relacionadas
Como es común en Eupatorium, E. rotundifolium puede formar híbridos con otras especies del género. En particular, Eupatorium godfreyanum es un híbrido de E. rotundifolium y Eupatorium sessilifolium.
Las plantas conocidas como Eupatorium rotundifolium var. saundersii, a menudo, ha sido tratada como una variedad de E. rotundifolium. Se pueden distinguir basados en la morfología, y la evidencia molecular que sugiere también que estas plantas pueden ser lo suficientemente diferentes de E. rotundifolium para reconocerla como especie, Eupatorium pilosum.

## Propiedades
Eupatorium rotundifolium contiene lactonas sesquiterpénicas del tipo guaianolido incluyendo acetato de euparotina y acetato de eupachlorina, ambos de los cuales inhiben el crecimiento tumoral in vitro cuando se aíslan de la planta.

## Taxonomía
Eupatorium rotundifolium fue descrita por Carlos Linneo y publicado en Species Plantarum 2: 837. 1753.
Etimología
Eupatorium: nombre genérico que viene del griego y significa "de padre noble". Cuyo nombre se refiere a Mitrídates el Grande, que era el rey del Ponto en el siglo I a. C. y a quien se le atribuye el primer uso de la medicina. De hecho, las especies de este género, a lo largo del tiempo, han tomado diversas denominaciones vulgares referidas sobre todo a la medicina popular, esto sirve para resaltar las propiedades de Eupatoria, aunque actualmente este uso se ha reducido algo debido a algunas sustancias hepatotóxicas presentes en estas plantas.
rotundifolium: epíteto latíno que significa "con hojas redondas".
Variedades
- Eupatorium rotundifolium var. ovatum (Bigelow) Torr. ex DC.
- Eupatorium rotundifolium var. scabridum (Elliott) A.Gray

Sinonimia
- Critonia elliptica Raf. ex DC.
- Eupatorium marrubium Walter
- Eupatorium obovatum Raf.
- Eupatorium ovatum J.Bigelow
- Eupatorium rotundifolium Fernald 1943 not L. 1753
- Eupatorium teucrifolium Willd.
- Eupatorium verbenaefolium Michaux
- Eupatorium verbenifolium Reichard
- Uncasia pubescens (Mühlenb. ex Willd.) Greene
- Uncasia rotundifolia (L.) Greene
- Uncasia scabrida (Elliott) Greene
- Uncasia verbenaefolia (Michaux) Greene
- Uncasia verbenifolia (Michaux) Greene
- Eupatorium pubescens Muhl. ex Willd., syn of var. ovatum
- Eupatorium scabridum Elliott, syn of var. scabridum[12]